# Dicranomyia (Nealexandriaria) simplissima
Dicranomyia (Nealexandriaria) simplissima is een tweevleugelige uit de familie steltmuggen (Limoniidae). De soort komt voor in het Oriëntaals gebied.